# Pandanus odorifer
Pandanus odorifer är en enhjärtbladig växtart som först beskrevs av Peter Forsskål, och fick sitt nu gällande namn av Carl Ernst Otto Kuntze. Pandanus odorifer ingår i släktet Pandanus och familjen Pandanaceae. IUCN kategoriserar arten globalt som livskraftig. Inga underarter finns listade.